# Pierre Petit (homme politique, 1930)
 (octobre 2019).
Si vous disposez d'ouvrages ou d'articles de référence ou si vous connaissez des sites web de qualité traitant du thème abordé ici, merci de compléter l'article en donnant les références utiles à sa vérifiabilité et en les liant à la section « Notes et références ».
Pour les articles homonymes, voir Pierre Petit et Petit.
Pierre Petit, né le 22 janvier 1930 au Morne-Rouge (Martinique) et mort le 4 février 2022 à Fort-de-France (Martinique), est un homme politique français, une figure de la droite martiniquaise. 
Il est maire du Morne-Rouge de 1983 à 2008 et député de la Martinique de 1993 à 2002.

## Biographie
Pierre Petit est un médecin à la retraite et un ancien chef de service de l'Hôpital de la Meynard à Fort-de-France. Membre du RPR, il devient Conseiller général du canton du Morne-Rouge en 1982. Pierre Petit est ensuite élu maire du Morne-Rouge en 1983. La même année il est élu Conseiller Régional sur la liste conduite par Michel Renard.
En 1990, Pierre Petit est cofondateur de l'Union Pour une Martinique de Progrès (union des partis de droite). En 1993, Pierre Petit est élu député de la 2e circonscription (Nord Caraïbe) après avoir battu le sortant Claude Lise, de surcroît Président du Conseil général. En 1995, il publie un manifeste politique intitulé « Osons Oser » dans lequel il donne sa vision politique de la Martinique pour les années futures, et développe l'idée d'un projet politique global pour sortir l'île de la crise. La même année, il crée un club politique qu'il appelle « Osons oser ».
Aux législatives de 1997, il est réélu député de la Martinique et siègera au sein du groupe R.P.R à l'Assemblée Nationale. En 1992 et 1998, il est tête de liste de « l'Union » aux élections régionales. En 1998, Pierre Petit recueille 28 245 voix et obtient 14 sièges au conseil régional, mais c'est l'indépendantiste, Alfred Marie-Jeanne qui est élu président. Conséquence de la politique d'ouverture du nouveau président, il devient 2e vice-président de l'Assemblée régionale et préside la commission du développement économique et de l'emploi.
Le 27 février 2000, Pierre Petit fonde son propre parti politique Osons oser, doté de statut et d'un comité directeur. Son objectif est que tous les partis politiques de gauche et de droite travaillent de concert pour élaborer un projet politique et économique pour sortir la Martinique de l'ornière. Favorable à une évolution institutionnelle, Pierre Petit rejette en revanche toute idée d'indépendance et inscrit sa démarche dans le cadre juridique français et européen. Il considère que son parti représente la droite progressiste martiniquaise.
En 1999, il se prononce en faveur de la Déclaration de Basse-Terre (manifeste pour l'autonomie) et s'allie (alliance de gestion et vote du budget) avec le Mouvement indépendantiste martiniquais au conseil régional. Cette alliance que les élus de gauche qualifiaient de contre nature était très critiquée dans son propre camp, voire par les instances nationales du RPR. Mais cette alliance a eu le mérite d'éviter le blocage de l'institution régionale, puisque le MIM avec seulement 13 élus n'avait pas de majorité pour diriger la Région en 1998. Lors de la consultation du 7 décembre 2003, Pierre Petit appelle à voter oui au projet d'évolution institutionnelle, mais c'est le non qui l'emportera.
Pierre Petit a par son esprit d'ouverture et ses prises de position révolutionné la droite assimilationniste en Martinique, indéfectiblement attaché au statut départemental. Aux élections régionales de mars 2004, Pierre Petit présente une liste d'ouverture intitulée « Énergies nouvelles » et constituée en grande partie de personnalités de la société civile. Mais l'électorat de droite, désorienté par le nouveau discours de Pierre Petit, va rejeter la révolution de la droite proposée par ce dernier. En effet, sa liste obtiendra 8 367 voix, soit 6,78 % des suffrages, et ne parviendra pas à se maintenir au second tour.
Très déçu par son faible score sur toute la Martinique, Pierre Petit se retire peu à peu de la scène politique pour se consacrer exclusivement à sa commune, le Morne-Rouge. En 2006, Pierre Petit annonce qu'il ne briguera pas en mars 2008 un nouveau mandat à la mairie du Morne-Rouge et soutiendra la candidature de sa première adjointe, Jenny Dulys.
Le 9 mars 2008, Jenny Dulys la candidate soutenue par Pierre Petit aux municipales est élue maire du Morne-Rouge dès le premier tour avec 1 760 voix soit 62,54 % des suffrages recueillis.
Pierre Petit, prend sa retraite sur le plan politique après avoir passé le flambeau à Jenny Dulys.

### Famille
Le 10 janvier 2009, Pierre Petit âgé de 79 ans épouse Jenny Dulys, maire du Morne-Rouge.

## Hommage
En hommage à Pierre Petit, le 4 décembre 2010, le parc paysager Cap 21 du Morne-Rouge a été baptisé du nom Pierre Petit, ancien maire de la commune.

## Mandats électifs
- Maire du Morne-Rouge de 1983 à 2008
- Conseiller général du canton du Morne-Rouge de 1982 à 1993
- Conseiller régional de 1983 à 2004, 2e vice-président du conseil régional de la Martinique de 1998 à 2004
- Député de la Martinique de 1993 à 2002

## Œuvre
Le manifeste politique Osons oser, 1995.